# Jacqueline Moraes
Jacqueline Moraes da Silva (Duque de Caxias, 16 de agosto de 1975), é uma microempresária e política brasileira, filiada ao Partido Socialista Brasileiro (PSB). Tornou-se a primeira mulher e a primeira pessoa negra a ser eleita como vice-governadora do Estado do Espírito Santo. Cargo que conquistou nas eleições de 2018, ao concorrer na chapa encabeçada por Renato Casagrande.

## Biografia
Nascida em Duque de Caxias, baixada fluminense, chegou ao Espírito Santo aos 12 anos de idade para morar em Cariacica. É casada com o ex-camelô e ex-vereador de Cariacica, Adilson Avelina, com quem tem três filhos e se tornou avó de um neto. Trabalhou como vendedora ambulante no centro de Vitória, onde já teve suas mercadorias apreendidas por ser trabalhadora informal.
Engajada na luta social, presidiu a Associação de Vendedores Ambulantes do Estado do Espírito Santo e por duas vezes a Associação dos Moradores do Bairro Operário, em Cariacica. Em 2012, foi eleita vereadora, com 2.562 votos pelo PSD, em sua primeira eleição disputada.
Nas eleições de 2018, era pré-candidata a deputada federal quando foi convocada para disputar o governo do Estado como vice na chapa do ex-governador Renato Casagrande (PSB). A chapa foi eleita em primeiro turno após receber 55,49% dos votos válidos. Tornou-se a primeira mulher e a primeira pessoa negra a ser eleita vice-governadora do Estado.
Para relatar sua trajetória na vida política, publicou "Origens", onde conta como a militância em favor dos ambulantes, sua atuação como líder comunitária a levou para o primeiro cargo público como vereadora e depois, vice-governadora do Estado do Espírito Santo. 

## Obras
Origens: como a periferia me levou para a política e me fez vice-governadora (editora 1440.Press)

## Desempenho em eleições
| Ano  | Eleição                     | Candidato a      | Coligação                                                                                               | Partido | Chapa                   | Votos     | %      | Resultado      |
| ---- | --------------------------- | ---------------- | --- | ------- | ----------------------- | --------- | ------ | -------------- |
| 2012 | Municipais de Cariacica     | Vereadora        | — | PSD     | —                       | 2.562     | 1,45%  | Eleita         |
| 2018 | Estaduais no Espírito Santo | Vice-governadora | Espírito Santo Mais Igual (PSB,PHS,PROS,PV,PSC,AVANTE,PTC,PPS,PSDB, PP,PCdoB,DEM,PDT PPL,DC,SD,PRP,PSD) | PSB     | Renato Casagrande (PSB) | 1 072 224 | 55,49% | Eleita 1°Turno |